# Lepista subconnexa
Lepista subconnexa är en svampart som tillhör divisionen basidiesvampar, och som först beskrevs av Murril, och fick sitt nu gällande namn av Harmaja. Lepista subconnexa ingår i släktet Lepista, och familjen Tricholomataceae. Arten har ej påträffats i Sverige.